# Rydzówka, Braniewski
Rydzówka [rɨˈd͡zufka] là một khu định cư ở khu hành chính của Gmina Braniewo, thuộc huyện Braniewski, Warmińsko-Mazurskie, ở phía bắc Ba Lan, gần biên giới với tỉnh Kaliningrad của Nga. Nó nằm khoảng 7 kilômét (4 mi)   về phía đông nam Braniewo và 74 km (46 mi) phía tây bắc của thủ đô khu vực Olsztyn.
Khu định cư có dân số 12 người.